# Historia de los judíos en India
La historia de los judíos en la India se remonta a tiempos muy antiguos.
El judaísmo fue una de las primeras religiones extranjeras en llegar a la India en la historia registrada. Los judíos son una minoría religiosa de la India, pero a diferencia de muchas partes del mundo, han vivido históricamente en la India sin ningún caso de antisemitismo por parte de la población local mayoritaria, los hindúes. Se identifican en la India varias comunidades judías, que en 1997 contaban con aproximadamente 6.000 miembros:
- Los Bene Ephraim: Estos judíos hablan el idioma télugu.
- Los Bene-Israel. Estos judíos se hacen llamar "Los hijos de Israel".
- Los Bnei Menashe: Estos judíos se hacen llamar "Los hijos de Manasés". Los Bnei Menashe se convirtieron en masa al descubrir su pasado judío. Ellos creen que son miembros de las Diez tribus perdidas de Israel. Muchos eran cristianos y abandonaron el cristianismo. Su líder tuvo un sueño donde Dios le dijo que debían retornar al judaísmo y a la Tierra de Israel, su mayor anhelo es poder regresar a la Tierra prometida.
- La comunidad Bagdadí.
- La comunidad de Cochín, en Kerala.

Cada una de ellas está ubicada en un área geográfica bien determinada. La particularidad de las religiones de la India, no misioneras y basadas en la realización personal, hizo que estas comunidades no sufrieran persecución alguna, ni manifestaciones de antisemitismo, a excepción del período de la colonización portuguesa, durante el cual la Inquisición fue trasplantada al territorio indio.

## La comunidad de Kerala
Articula principal: Judíos de Cochín
Antes de su migración a Israel, existían tres comunidades judías residentes en Cochín, en el estado de Kerala, organizadas con un sistema de castas inspirado en el modelo indio.

### Orígenes
Las relaciones mercantiles entre el mundo mediterráneo y la India son muy antiguas. Desde la Antigüedad, esta última proporcionaba a los países del Mediterráneo materias primas y productos finos. Algunas de estas materias primas eran virtualmente monopolio indio:
- Las especias, entre las cuales la pimienta que solo se producía en la costa de Malabar, en el sur de la India;
- La madera de sándalo;
- La madera de teca, muy apreciada en la construcción naval;
- Los diamantes y otras piedras preciosas.

Entre los productos elaborados apreciados se contaban:
- Los tejidos de Guyarat, de los que se ha hallado que fueron utilizados en el Antiguo Egipto;
- El acero de Damasco, cuya técnica (wootz) procede de la India.

Este comercio floreciente precisaba una red organizada de mercaderes, y es tal vez esta una de las razones de la presencia de una comunidad judía muy antigua en el sudoeste de la India, en la costa de Malabar.
Según su tradición, los judíos de Cochin estarían presentes en dicha región desde la destrucción del segundo Templo de Jerusalén. Esta destrucción ocurrió en el año 70, cuando la ciudad fue conquistada por las tropas de Vespasiano. Al comienzo, la comunidad se habría concentrado en Cranganore (Kodungallur) donde, al decir de su tradición, habrían tenido un principado independiente.
Además de haber acogido a los primeros judíos, es de notar también que estos son los lugares por los que habría llegado el apóstol Tomás a la India para evangelizarla, aproximándose primero a la comunidad judía que allí vivía. Cranganore es también el lugar tradicional de la que sería la más antigua mezquita construida en la India, realizada según la tradición alrededor de 640 por Malik ibn Dinar.
Ciertas o falsas, estas tradiciones presentan a Kerala como la puerta de entrada a la India de las nuevas religiones judía, cristiana e islámica, e indican mucho acerca de la tolerancia religiosa que ha imperado, y aún impera, en Kerala.

### Historia
Si la historia antigua de los judíos de Kerala es desconocida, su presencia es atestiguada fehacientemente desde el siglo X, cuando un rajá de la dinastía Chera, que dominaba Malabar, otorga una carta de reconocimiento a los judíos ―como así también a los cristianos nestorianos― residentes en su territorio. 

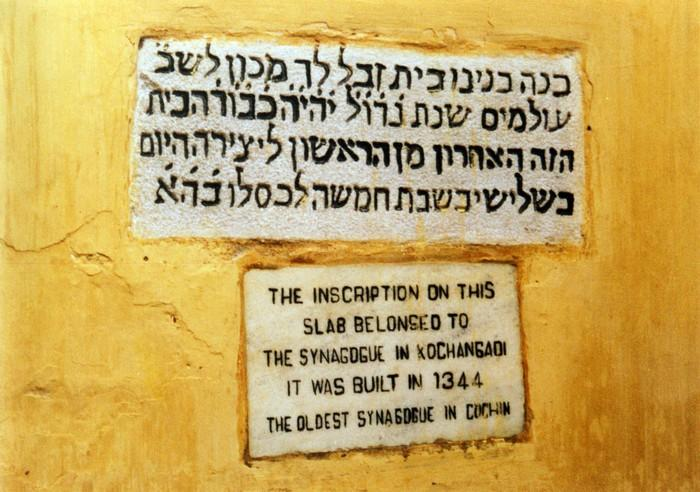
Inscripción en hebreo en Cochín.

La carta, grabada en placas de cobre, se conserva aún en la sinagoga de Cochín. Anquetil-Duperron, de paso por la ciudad, hizo una traducción. Las inscripciones están fechadas entre 974 y 1020.
El siglo X marca, pues, la entrada de los judíos de Kerala en la historia escrita. Antes de esta fecha es imposible precisar cuándo se implantaron en la zona, y qué fue de sus vidas. Se piensa que la comunidad judía de Kerala se fundó sobre el comercio, terminó no desempeñando el mismo papel. Será la comunidad musulmana la que ganará importancia en esta actividad por sus habilidades en el comercio marítimo. Los hindúes abandonarán el terreno o no invertirán en él, pues franquear los océanos es considerado por ellos fuente de impureza.

#### Relativo aislamiento
Se puede notar que los malabari, aunque muy aislados de otras comunidades judías, han mantenido contactos con el Yemen, de donde hacían traer sus textos religiosos. Esta es sin duda una de las dos razones por las que un grupo numéricamente débil no fue asimilado. La otra es el sistema indio de casta, que impone una estricta endogamia, lo que se opone fuertemente a la asimilación de una comunidad religiosa o étnica.

#### La emigración hacia Cochín
La comunidad migra de Cranganore a Cochín después del asalto musulmán de 1524; estos reprochaban a los judíos su intervención en el comercio de la pimienta. Los judíos se instalan entonces cerca de Cochín, en Mattancheri, sobre tierras contiguas al palacio del rajá en las que construyen una sinagoga. Mostrarán al rajá de Cochín la misma lealtad que ya habían probado al de Cranganore, hasta la independencia de la India.

#### La llegada de los occidentales
Aproximadamente en la misma época de la migración a Cochín, los portugueses se instalaron en la región. Los judíos habían sido expulsados de Portugal en 1493, y en consecuencia la política de los portugueses hacia los judíos estuvo marcada por la hostilidad. El período portugués (1502-1663) no fue afortunado para la comunidad de Cochín. Solo la protección del rajá los libró de no sufrir las desgracias de la Inquisición.
Una averiguación legal relativa al estado de los judíos y de los meshuchrarim negros hecha por David ben Salomón ibn Abi Zimra y por Rabbi Jacob ben Abraham Castro en Alejandría alrededor de 1600 estima en 900 familias el número de judíos de Cochín.
En 1663 los portugueses son sustituidos en la región por los holandeses. Estos, protestantes, fueron muy tolerantes con respecto a los judíos: los Países Bajos habían servido de refugio a muchos judíos expulsados de España y Portugal. Por lo tanto, la situación de la comunidad mejoró.
El período holandés es considerado como una suerte de segunda edad de oro después de aquella, mítica, en la que la comunidad habría poseído un reino en la región de Cranganore. Además, al entrar en contacto con la comunidad judía de Ámsterdam, en gran parte originaria de España y accionista de un 25% de la Compañía holandesa de las Indias Orientales, los judíos de Cochín pudieron establecer importantes contactos comerciales y proveerse más fácilmente de textos religiosos.
Así, en 1686, la comunidad judía de origen portugués de Ámsterdam envía una delegación a Cochín, dirigida por Moses Pereira de Paiva. El objetivo era establecer contacto con la comunidad judía local, y recolectar datos sobre su historia y su modo de vida. Los visitantes tendrían un impacto considerable sobre la comunidad de Cochín, así como la colección de libros en hebreo enviados a la comunidad. El día del aniversario del arribo ha sido durante largo tiempo ocasión de un festival conmemorativo en Cochín. Los contactos entre los judíos de Cochín y los de los Países Bajos continuarán desarrollándose regularmente hasta el período de la dominación británica.
En 1781 el gobernador holandés, A. Moens, menciona que la comunidad estaba compuesta de 422 familias, alrededor de 2000 personas.
En 1795, luego de la conquista francesa de los Países Bajos, la región pasa a estar bajo la influencia británica, situación que subsistirá hasta la independencia de la India en 1947. Las relaciones del poder británico con los judíos locales serán también muy correctas.
La primera organización sionista en Cochín se funda en 1923.
Al declararse Israel se produjo un gran éxodo que dejó en la India una minúscula comunidad judía con menguante población.
Un centro de la comunidad fue uno de los objetivos de los atentados que en 2008 causaron 166 muertos en la ciudad de Bombay, como hoteles de lujo o la principal estación ferroviaria.

### Las tres castas
Todas las comunidades judías que viven durante siglos en un país ha sido influenciadas por la cultura del mismo. Los judíos de Kerala no son la excepción a esta regla. Sus hábitos de vida conocerán una influencia de las prácticas brahmánicas, como por ejemplo el hecho de descalzarse al entrar a la sinagoga. También se nota una exclusión de las mujeres de la vida social durante sus períodos menstruales, práctica más severa que la recomendada por el judaísmo tradicional. Pero la influencia más significativa es la del sistema de castas.

#### Las dos castasmalabari
Los judíos de Cochin hablan la lengua local, el malayalam, y se visten a la usanza india. Su apariencia física es la de los dravidianos del sur de la India, de piel muy oscura. Las conversiones, tal vez con objetivos de matrimonio, han sido importantes en la formación de la comunidad.
Un hecho muy impactante para los judíos originarios de otros países es que los judíos de Kerala están divididos en castas, al estilo indio. La primera de ellas es llamada actualmente judíos negros, si bien esta denominación no está relacionada con el tipo físico. Esta es la casta dominante.
La segunda casta es la de los meshchrarim, los libertos. Al parecer, se trataría de descendientes de esclavos locales liberados por sus amos judíos. Su estatus social era muy inferior, y hasta 1932 no tenían derecho a sentarse en las sinagogas de sus antiguos amos. Conforme a la práctica india de castas, los matrimonios entre individuos de grupos distintos están prohibidos.
A estos dos grupos como conjunto se los denomina malabari (85% de la población en el siglo XX), por oposición a los "judíos blancos" o paradesi (o pardesi, extranjero), que suman el 15% restante.

#### Judíos blancos oparadesi
Estos comenzaron a arribar a Cochín durante el siglo XVI, en pequeño número, y fueron reforzados por nuevas llegadas en los siglos XVII y XVIII. Si bien por razones geográficas se los clasifica entre los judíos de Cochín, en realidad constituyen un cuarto grupo tradicional de judíos de la India, junto con los malabari, los Bene Israel y los bagdadi.
Los paradesi son mayormente refugiados sefardí provenientes de la península ibérica en el siglo XVI. Luego llegaron los judíos de los Países Bajos (también ellos descendientes de refugiados de España y Portugal), a los que más tarde se unieron judíos de Alemania (askenazíes) y del Medio Oriente (también de rito sefardí). A pesar de sus diversos orígenes, han conformado un grupo homogéneo en el que las prácticas religiosas son sefardíes, con algunos componentes askenazí.
La llegada de los neerlandeses en los años 1660 les concedió un marcado ímpetu, reforzando al pequeño grupo. Los paradesi constituyeron rápidamente una nueva casta, superior a la de los "negros". Su condición superior les venía de una mayor riqueza, ligada a una mejor conexión con el comercio internacional. Su piel mucho más clara, y una cultura occidentalizada, los diferenciaban netamente de sus correligionarios de ascendencia india. Los matrimonios con los malabari estaban prohibidos, y cada grupo practicaba su culto en sinagogas separadas. Esta situación será condenada en numerosas ocasiones por las autoridades religiosas externas a Cochín.
Las comunidades de Cochín no tenían rabinos, a falta de escuelas religiosas para formarlos, y eran gobernadas por los ancianos a imagen de los panchayats indios. Un jefe tradicional, el mudaliar, hacía de enlace con el rajá, y luego con los representantes de las potencias coloniales europeas.
Debe notarse que el sistema indio de castas, respetuoso de la libertad de cultos, ha contaminado sin embargo todas las comunidades religiosas instaladas en Kerala desde tiempo antiguo. Los cristianos de Santo Tomás y los musulmanes reprodujeron, como los judíos, el sistema brahmánico, estableciendo la distinción de cristianos "blancos" y "negros" y musulmanes ashraf y ajlaf --los primeros, a su vez, divididos en thangals, árabes y malabari--, grupos no comensales y endógamos. A los ojos de los hindúes, los judíos, cristianos y musulmanes no son más que otras castas (jati).
Con 2.500 miembros en 1945, las comunidades de Cochín emigraron en masa a Israel después de la creación de aquel Estado en 1948, y solo permanecieron en la región personas ancianas que rehusaron cambiar de ambiente y de modo de vida. Para 1951 el 85% de los judíos de Cochín habían emigrado. El número continuará decreciendo, pasando de 370 en 1951 a 112 en 1971, luego a 50 en 1982 y a 20 en 2002.
Los detalles de su historia son difíciles de reconstruir, pues la mayor parte de los documentos fueron destruidos durante incursiones árabes y portuguesas. En Israel habría entre 5.000 y 8.000 en 2005.

## LosBene Israel
Los Bene Israel (hijos de Israel) son un grupo judío que a mediados del siglo XX viven principalmente en Bombay, Calcuta y Ahmedabad. Su lengua materna es el maratí, mientras que los judíos de Cochín hablan el malayalam.

### Orígenes
Los Bene Israel afirman descender de judíos que huyeron de las persecuciones sirias en Galilea en el siglo II. Algunos afirman, en cambio, descender de las diez tribus perdidas de Israel.
Los Bene Israel piensan que sus ancestros arribaron al país konkan (la costa al sur de Bombay) a consecuencias de un naufragio. Siete hombres y siete mujeres sobrevivientes de dicho naufragio habían dado origen a al población actual.
En la práctica no se dispone de fuentes documentales que permitan saber desde cuándo la comunidad vive en la India. En aspecto físico, los Bene Israel son parecidos a los maratíes no judíos que habitan la región, lo que indica una mezcla con las poblaciones indias. Siguen asimismo praćticamente las mismas costumbres. Este fuerte grado de asimilación hace pensar que están en la India desde hace largo tiempo.
Mercaderes judíos provenientes de Europa viajaron hasta la India en la Edad Media por razones comerciales, pero no se conoce con certeza si se asentaron en forma permanente en el sur de Asia. Una referencia de Abraham ibn Daoud en el siglo XII sobre la existencia de una comunidad judía en la India es, desafortunadamente, demasiado vaga, y permanecerá sin corroboración durante varios siglos.
Los Bene Israel fueron descubiertos e identificados como judíos en el siglo XVIII por mercaderes provenientes de Bagdad. Rápidamente, durante los siglos XVIII y XIX, llegarán al área judíos de Calcuta (los bagdadi) y de Cochín para perfeccionar la educación religiosa de los Bene Israel.
Para ese tiempo los Bene Israel eran ya conocidos como casta de prensadores de aceite (telis). Se los distinguía de otras castas de prensadores de aceite con el nombre de shanivari telis, es decir, los prensadores del sábado (shanivar), porque respetaban el Shabat.
Los patronímicos se basan en el nombre de la aldea de origen, con el sufijo kar (penkar: de la aldea de Pen). Hay más de un centenar de nombres de aldea identificados, lo que proporciona una indicación sobre la distribución histórica de la comunidad, una cantidad bastante modesta tomando en cuenta las dimensiones de la India.

### El fin del aislamiento
Hasta entrar en contacto con los judíos de Cochín y los bagdadí (provenientes de Bagdad, pero algunos de ellos prestos a instalarse en Calcuta) en el siglo XVIII, los Bene Israel eran una comunidad que había conservado solo algunas tradiciones judías:
- No tenían rabinos, sino jefes religiosos hereditarios llamados Kaji o Kazi;
- no tenían ningún texto religioso y habían olvidado el hebreo;
- no utilizaban el término "judío", sino el de Bene Israel (hijos de Israel);
- observaban el Shabat y algunas otras fiestas judías;
- creían en un dios único, el Dios de Israel;
- practicaban la circuncisión a los niños varones; y
- seguían ciertas reglas alimentarias de origen judío.

Estas prácticas residuales permitieron identificarlos como judíos, pero con ciertas dudas acerca de su "pureza".
Como a los judíos de Cochín, la práctica india de castas (que prohíbe los matrimonios entre castas) probablemente les permitió sobrevivir como comunidad en un medio que de otro modo los habría absorbido y asimilado.
También como los judíos de Cochín, los Bene Israel estaban divididos en dos subgrupos: los Gora, o "blancos" (muy mayoritarios), supuestos como de linaje "puro", y los Kala (o Kalu), "negros", menos numerosos y supuestamente surgidos de matrimonios mixtos o adúlteros. Debe notarse que los colores "blando" y "negro" no comportan diferencia alguna en términos de apariencia física. Por el contrario, remiten a un estatus social superior o inferior (en el sistema indio de castas, el blanco es el color de las castas más elevadas, y el negro el de los campesinos). Se vuelve a encontrar aquí la práctica de castas endógamas. Si bien no hay matrimonios exogámicos y sus condiciones sociales son diferentes, los miembros de las dos subcastas pertenecen a una misma comunidad y comparten los lugares de culto.
A partir de finales del siglo XVIII y comienzos del XIX llegarán judíos de Cochín, y luego de otras comunidades (en particular, los bagdadi) para transmitirles las prácticas rituales del judaísmo: leyes religiosas, festividades, hebreo.
Desde el siglo XIX habrá contacto con la importante comunidad judía sefardí del Yemen, que desde largo tiempo atrás eran una fuente importante de textos sagrados para los judíos de Cochin. Todas estas evoluciones explican la progresiva pérdida del estatus de los kajis hasta su desaparición. Durante largo tiempo la clase sacerdotal de los Bene Israel estuvo constituida sobre todo por judíos bagdadí, de Cochín y del Yemen.
Aunque pasaron por un proceso de "rejudaización", los Bene Israel eran vistos con ciertas reservas por otras comunidades, teniendo en cuenta su ignorancia de las leyes judías. Así por ejemplo, los bagdadí de Calcuta rehusaban cualquier matrimonio con los Bene Israel, teniendo en cuenta las dudas respecto de su "pureza" como judíos.
Bajo la influencia de los judíos de Cochín y de los bagdadí de Calcuta, los Bene Israel adoptaron el rito sefardí con algunas particularidades propias de la comunidad.
Otro factor de modernización fue el contacto con los misioneros británicos. Estos fundaron escuelas en lengua inglesa, lo que explica consecuentemente la fuerte relación entre los Bene Israel y el poder colonial británico. Para esta pequeña casta india modesta y aislada, aquel representará una importante apertura al Mundo.

### El período moderno

Bandera de los Bnei Menashe.

Poco se conoce de los Bene Israel antes del siglo XVIII, pero su desarrollo está mucho más documentado a partir de esa época.
Partiendo de aldeas de la costa, se instalaron progresivamente en las ciudades, en particular Bombay, razón por la que a veces se los llama "judíos de Bombay", pero también en Delhi y hasta en Karachi, en el actual Pakistán. La primera familia de la que se tiene evidencia se instaló en Bombay en 1746: los Divekar ("los de la aldea de Dive"). A finales del siglo XVIII se funda la primera sinagoga Bene Israel de Bombay.
A partir de finales del siglo XVIII muchos entrarán a servir en el ejército británico. Para finales del siglo XIX, muchos se habían convertido en funcionarios menores del imperio británico, o en empleados de la administración. Esta evolución social es producto de la educación en las escuelas misioneras británicas, pero también marca la influencia de los judíos de Calcuta (bagdadí) y de Cochín, muy conectados al comercio internacional. Para la antigua, modesta y aislada casta de los "prensadores de aceite" se trata de una revolución social importante. A comienzos del siglo XX aparecerán los primeros médicos y abogados surgidos de la comunidad.
En 1875 los Bene Israel establecen una "escuela israelita" con enseñanza impartida en inglés, que será la primera escuela "moderna" bajo su control.
Se estima que los Bene Israel eran alrededor de 6000 en los años 1830, 10 000 al comenzar el siglo XX, y en 1948 eran la comunidad más numerosa de la India, con unos 20 000 miembros. A partir de allí la población ha disminuido sostenidamente (en la India), principalmente a causa de la emigración hacia Israel, y para el 2005 su número se estima en 5000 personas.

### La emigración hacia Israel
En 1897 los Bene Israel fueron invitados a participar en el Primer Congreso Sionista de Basilea, pero declinaron la invitación.
Desde la creación del Estado de Israel en 1948, los Bene Israel comenzaron a migrar hacia aquel país. Con ello comienza una controversia que durará varios años. El origen judío de los Bene Israel no era una cuestión debatida, pero los rabinos de Israel discutían si continuaban siendo plenamente judíos. En efecto, durante siglos los Bene Israel habían vivido sin rabinos ni conocimiento de la ley judía. Sus matrimonios y las conversiones de hindúes (probables teniendo en cuenta el aspecto físico) eran objeto de sospecha. En Israel los rabinos tienen el monopolio para celebrar matrimonios entre judíos; a causa de las dudas de aquellos sobre la legitimidad de los Bene Israel, estos últimos tenían dificultades para casarse en Israel. Estos problemas frenaban en parte la migración.
En 1964 el Gran Rabino de Israel reconoce a los Bene Israel como plenamente judíos, lo que resolvió los problemas sobre las situaciones personales y facilitó la inmigración. En 2005 se calculaba un número de alrededor de 60.000 en Israel, 5.000 en la India y otros 2.000 distribuidos en diversos países anglófonos (el Reino Unido, Canadá, Estados Unidos, etc.)

## La comunidad bagdadí

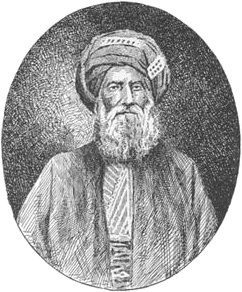
David Sassoon

Los bagdadis son judíos de lengua árabe emigrados desde Irak hace unos 250 años e instalados en las ciudades de Bombay y Calcuta. Comerciantes hábiles, se convirtieron rápidamente en una de las comunidades más prósperas de las ciudades que habitaban, en las que realizaron obras filantrópicas. 
Entre los miembros más conocido de esta comunidad se encuentran Moseh Tobi; enterrado en 1769, quien fuera descrito por David Solomon Sassoon en su libro Historia de los judíos en Bagdad como 'ha-Nasi ha-Zaken' (El príncipe mayor) y Sir David Sasoon, nacido en Bagdad en 1792 y muerto en Pune en 1864.
Los descendientes de David Sasoon crearon un banco muy conocido en toda Asia. Uno de sus descendientes, Victor Sassoon (1881-1961), residente en Shanghái, tuvo un papel significativo en el desarrollo de esa ciudad. Su fortuna le permitió auxiliar a millares de judíos que pudieron refugiarse en Shanghái durante la Segunda Guerra Mundial.
En su apogeo en los años 1940 la comunidad bagdadí contaba con unos 7.000 miembros. Desde entonces, luego de una fuerte emigración hacia Israel, ha marchado prácticamente hacia la extinción, y para el 2006 no contaba con más de 50 personas.
Los bagdadí eran mucho más estrictos respecto de las prácticas religiosas que los Bene-Israel, con los cuales no se mezclaban. Los bagdadí no autorizaban los matrimonios entre sus hijos y los de la comunidad Bene-Israel, no consumían alimentos preparados por un miembro de dicha comunidad, y rehusaban contar a un Bene-Israel como miembro del Minyán, el número de diez varones judíos necesario para comenzar una plegaria. De hecho, consideraban a los Bene-Israel como judíos "impuros".